# Andrés Guglielminpietro
Andrés Guglielminpietro (ur. 10 kwietnia 1974 roku w San Nicolás) – były argentyński piłkarz występujący na pozycji pomocnika.
Nosił przydomek "Guly". Ze względu na pochodzenie przodków posiada również obywatelstwo włoskie.

## Kariera klubowa
Andrés Guglielminpietro zawodową karierę rozpoczynał w 1994 roku w klubie Gimnasia y Esgrima La Plata. W debiutanckim sezonie wystąpił w dziesięciu ligowych pojedynkach, jednak w kolejnych rozgrywkach był już podstawowym zawodnikiem swojego zespołu. Razem ze swoją drużyną Guly został wicemistrzem kraju Clausura 1994/95 oraz Clausura 1995/96. W sezonie 1997/98 Guglielminpietro w 38 meczach strzelił czternaście bramek, co było jego najlepszym wynikiem podczas czterech lat gry dla Gimnasia y Esgrima La Plata. Latem 1998 roku argentyński gracz został zawodnikiem A.C. Milan. Razem z ekipą "Rossonerich" zdobył mistrzostwo Włoch, jednak przez problemy z kontuzjami nie mógł w pełni pokazać swoich umiejętności. Łącznie dla Milanu Guly przez trzy lata rozegrał 57 spotkań w lidze, po czym trafił do Interu Mediolan. Sezon 2003/04 argentyński pomocnik spędził na wypożyczeniu w klubie Bologna FC i zajął z nim dwunaste miejsce w pierwszej lidze. W 2004 roku Guglielminpietro powrócił do swojego kraju, gdzie podpisał kontrakt z Club Atlético Boca Juniors. Zwyciężył z nim w Copa Sudamericana, jednak wciąż nie mógł odzyskać formy prezentowanej podczas gry dla Gimnasia y Esgrima La Plata. W sezonie 2005/06 Guly był zawodnikiem katarskiego Al-Nasr Sports Club, a na ostatni rok kariery powrócił do swojego pierwszego klubu. Następnie Argentyńczyk rozpoczął pracę w sztabie szkoleniowym Estudiantes La Plata.

## Kariera reprezentacyjna
W 1999 roku Guglielminpietro rozegrał sześć spotkań dla reprezentacji Argentyny. Wystąpił w rozgrywkach Copa América, na których "Albicelestes" w ćwierćfinale zostali wyeliminowani przez późniejszych triumfatorów turnieju - Brazylijczyków. Wszystkie mecze w drużynie narodowej Argentyńczyk rozegrał pod wodzą trenera Marcelo Bielsy.